# فرد دبليو. غرين
فرد دبليو. غرين (بالإنجليزية: Fred Warren Green) هو محامي أمريكي، ولد في 19 أكتوبر 1871 في مانيستي في الولايات المتحدة، وتوفي في 30 نوفمبر 1936 في مونيسينغ في الولايات المتحدة بسبب نوبة قلبية.